# FIA-Formel-2-Rennwochenende in Ungarn 2024
Das FIA-Formel-2-Rennwochenende in Ungarn 2024 war der neunte Lauf der FIA-Formel-2-Meisterschaft 2024 und fand vom 19. bis 21. Juli auf dem Hungaroring in Mogyoród statt.

## Meldeliste
Alle Teams und Fahrer verwendeten das Dallara-Chassis F2 2024, 3,4-Liter-V634-Turbomotoren von Renault-Mecachrome und Reifen von Pirelli.
| Team                  | Nr. | Fahrer                | Chassis         | Motor             | Reifen |
| --------------------- | --- | --------------------- | --------------- | ----------------- | ------ |
| ART Grand Prix        | 01  | Victor Martins        | Dallara F2 2024 | Mecachrome 3.4 V6 | P      |
| ART Grand Prix        | 02  | Zak O’Sullivan        | Dallara F2 2024 | Mecachrome 3.4 V6 | P      |
| Prema Racing          | 03  | Oliver Bearman        | Dallara F2 2024 | Mecachrome 3.4 V6 | P      |
| Prema Racing          | 04  | Andrea Kimi Antonelli | Dallara F2 2024 | Mecachrome 3.4 V6 | P      |
| Rodin Motorsport      | 05  | Zane Maloney          | Dallara F2 2024 | Mecachrome 3.4 V6 | P      |
| Rodin Motorsport      | 06  | Ritomo Miyata         | Dallara F2 2024 | Mecachrome 3.4 V6 | P      |
| DAMS Lucas Oil        | 07  | Jak Crawford          | Dallara F2 2024 | Mecachrome 3.4 V6 | P      |
| DAMS Lucas Oil        | 08  | Juan Manuel Correa    | Dallara F2 2024 | Mecachrome 3.4 V6 | P      |
| Invicta Racing        | 09  | Kush Maini            | Dallara F2 2024 | Mecachrome 3.4 V6 | P      |
| Invicta Racing        | 10  | Gabriel Bortoleto     | Dallara F2 2024 | Mecachrome 3.4 V6 | P      |
| MP Motorsport         | 11  | Dennis Hauger         | Dallara F2 2024 | Mecachrome 3.4 V6 | P      |
| MP Motorsport         | 12  | Franco Colapinto      | Dallara F2 2024 | Mecachrome 3.4 V6 | P      |
| Van Amersfoort Racing | 14  | Enzo Fittipaldi       | Dallara F2 2024 | Mecachrome 3.4 V6 | P      |
| Van Amersfoort Racing | 15  | Rafael Villagómez     | Dallara F2 2024 | Mecachrome 3.4 V6 | P      |
| Hitech Pulse-Eight    | 16  | Amaury Cordeel        | Dallara F2 2024 | Mecachrome 3.4 V6 | P      |
| Hitech Pulse-Eight    | 17  | Paul Aron             | Dallara F2 2024 | Mecachrome 3.4 V6 | P      |
| Campos Racing         | 20  | Isack Hadjar          | Dallara F2 2024 | Mecachrome 3.4 V6 | P      |
| Campos Racing         | 21  | Josep Maria Martí     | Dallara F2 2024 | Mecachrome 3.4 V6 | P      |
| Trident               | 22  | Richard Verschoor     | Dallara F2 2024 | Mecachrome 3.4 V6 | P      |
| Trident               | 23  | Roman Staněk          | Dallara F2 2024 | Mecachrome 3.4 V6 | P      |
| AIX Racing            | 24  | Joshua Dürksen        | Dallara F2 2024 | Mecachrome 3.4 V6 | P      |
| AIX Racing            | 25  | Taylor Barnard        | Dallara F2 2024 | Mecachrome 3.4 V6 | P      |

## Klassifikationen

### Qualifying
| Pos.                                                                                     | Fahrer                | Team                  | Zeit     | SPR | HAU |
| ---------------------------------------------------------------------------------------- | --------------------- | --------------------- | -------- | --- | --- |
| 01                                                                                       | Paul Aron             | Hitech Pulse-Eight    | 1:30,028 | 10  | 01  |
| 02                                                                                       | Enzo Fittipaldi       | Van Amersfoort Racing | 1:30,096 | 09  | 02  |
| 03                                                                                       | Isack Hadjar          | Campos Racing         | 1:30,221 | 08  | PL  |
| 04                                                                                       | Gabriel Bortoleto     | Invicta Racing        | 1:30,237 | 07  | 04  |
| 05                                                                                       | Victor Martins        | ART Grand Prix        | 1:30,247 | 06  | 05  |
| 06                                                                                       | Dennis Hauger         | MP Motorsport         | 1:30,320 | 05  | 06  |
| 07                                                                                       | Andrea Kimi Antonelli | Prema Racing          | 1:30,353 | 04  | 07  |
| 08                                                                                       | Zane Maloney          | Rodin Motorsport      | 1:30,462 | PL  | 08  |
| 09                                                                                       | Kush Maini            | Invicta Racing        | 1:30,492 | 02  | 09  |
| 10                                                                                       | Richard Verschoor     | Trident               | 1:30,606 | 01  | 10  |
| 11                                                                                       | Joshua Dürksen        | AIX Racing            | 1:30,620 | 11  | 11  |
| 12                                                                                       | Franco Colapinto      | MP Motorsport         | 1:30,656 | 12  | 12  |
| 13                                                                                       | Amaury Cordeel        | Hitech Pulse-Eight    | 1:30,697 | 13  | 13  |
| 14                                                                                       | Oliver Bearman        | Prema Racing          | 1:30,744 | 14  | 14  |
| 15                                                                                       | Zak O’Sullivan        | ART Grand Prix        | 1:30,820 | 15  | 15  |
| 16                                                                                       | Rafael Villagómez     | Van Amersfoort Racing | 1:30,886 | 16  | 16  |
| 17                                                                                       | Taylor Barnard        | AIX Racing            | 1:30,913 | 17  | 17  |
| 18                                                                                       | Ritomo Miyata         | Rodin Motorsport      | 1:30,979 | 18  | 18  |
| 19                                                                                       | Juan Manuel Correa    | DAMS Lucas Oil        | 1:31,013 | 19  | 19  |
| 20                                                                                       | Roman Staněk          | Trident               | 1:31,240 | 20  | 20  |
| 21                                                                                       | Josep Maria Martí     | Campos Racing         | 1:31,539 | 21  | 21  |
| 22                                                                                       | Jak Crawford          | DAMS Lucas Oil        | 1:31,791 | 22  | 22  |
| 107-Prozent-Zeit: 1:36,330 min (bezogen auf die Pole-Position-Bestzeit von 1:30,028 min) |                       |                       |          |     |     |
| Quelle:                                                                                  |                       |                       |          |     |     |

Anmerkungen
1. ↑  Isack Hadjar setzte die 3. schnellste Qualifying-Zeit, allerdings musste er aus der Boxengasse starten (zu spät die Boxengasse für die Installationsrunde vor dem Hauptrennen verlassen).
2. ↑  Zane Maloney setzte die 3. schnellste Qualifying-Zeit, allerdings musste er aus der Boxengasse starten (Motor während der Aufwärmrunde abgewürgt).

### Sprintrennen
| Pos.                                                                         | Fahrer                | Team                  | Runden | Zeit       | Start | Schnellste Runde |
| ---------------------------------------------------------------------------- | --------------------- | --------------------- | ------ | ---------- | ----- | ---------------- |
| 01                                                                           | Kush Maini            | Invicta Racing        | 28     | 44:28,935  | 02    | 1:34,375 (23.)   |
| 02                                                                           | Victor Martins        | ART Grand Prix        | 28     | + 9,564    | 06    | 1:34,587 (06.)   |
| 03                                                                           | Isack Hadjar          | Campos Racing         | 28     | + 15,005   | 08    | 1:34,227 (25.)   |
| 04                                                                           | Dennis Hauger         | MP Motorsport         | 28     | + 24,643   | 05    | 1:34,530 (06.)   |
| 05                                                                           | Franco Colapinto      | MP Motorsport         | 28     | + 26,161   | 12    | 1:35,072 (24.)   |
| 06                                                                           | Paul Aron             | Hitech Pulse-Eight    | 28     | + 32,825   | 10    | 1:34,502 (26.)   |
| 07                                                                           | Taylor Barnard        | AIX Racing            | 28     | + 37,451   | 17    | 1:35,105 (23.)   |
| 08                                                                           | Juan Manuel Correa    | DAMS Lucas Oil        | 28     | + 40,904   | 19    | 1:34,663 (28.)   |
| 09                                                                           | Jak Crawford          | DAMS Lucas Oil        | 28     | + 49,354   | 22    | 1:35,342 (08.)   |
| 10                                                                           | Oliver Bearman        | Prema Racing          | 28     | + 52,613   | 14    | 1:35,497 (05.)   |
| 11                                                                           | Rafael Villagómez     | Van Amersfoort Racing | 28     | + 54,021   | 16    | 1:35,474 (06.)   |
| 12                                                                           | Ritomo Miyata         | Rodin Motorsport      | 28     | + 54,665   | 18    | 1:35,370 (10.)   |
| 13                                                                           | Zane Maloney          | Rodin Motorsport      | 28     | + 54,913   | PL    | 1:34,841 (14.)   |
| 14                                                                           | Andrea Kimi Antonelli | Prema Racing          | 28     | + 55,108   | 04    | 1:33,327 (23.)   |
| 15                                                                           | Roman Staněk          | Trident               | 28     | + 55,302   | 20    | 1:35,240 (14.)   |
| 16                                                                           | Gabriel Bortoleto     | Invicta Racing        | 28     | + 56,073   | 07    | 1:32,266 (24.)   |
| 17                                                                           | Josep Maria Martí     | Campos Racing         | 28     | + 57,437   | 21    | 1:35,625 (14.)   |
| 18                                                                           | Joshua Dürksen        | AIX Racing            | 28     | + 59,822   | 11    | 1:33,096 (25.)   |
| 19                                                                           | Zak O’Sullivan        | ART Grand Prix        | 28     | + 1:04,702 | 15    | 1:33,385 (24.)   |
| 20                                                                           | Amaury Cordeel        | Hitech Pulse-Eight    | 28     | + 1:05,863 | 13    | 1:35,243 (13.)   |
| 21                                                                           | Enzo Fittipaldi       | Van Amersfoort Racing | 27     | + 1 Runde  | 09    | 1:34,441 (27.)   |
| –                                                                            | Richard Verschoor     | Trident               | 28     | DSQ        | 01    | 1:33,933 (21.)   |
| Schnellste Rennrunde, die für Punkte berechtigt ist: Isack Hadjar (1:34,227) |                       |                       |        |            |       |                  |
| Quelle:                                                                      |                       |                       |        |            |       |                  |

Anmerkungen
1. ↑  Amaury Cordeel erhielt eine Zehn-Sekunden-Strafe (abkürzen), die auf die Endzeit aufaddiert wurde; er verlor vier Positionen im Endresultat.
2. ↑  Richard Verschoor beendete das Rennen auf Platz eins, wurde aber aufgrund eines technischen Verstoßes (Unterboden zu dünn) nachträglich disqualifiziert.

### Hauptrennen
| Pos.                                                                                  | Fahrer                | Team                  | Runden | Zeit        | Start | Schnellste Runde |
| ------------------------------------------------------------------------------------- | --------------------- | --------------------- | ------ | ----------- | ----- | ---------------- |
| 01                                                                                    | Andrea Kimi Antonelli | Prema Racing          | 36     | 1:02:46,691 | 07    | 1:32,086 (29.)   |
| 02                                                                                    | Victor Martins        | ART Grand Prix        | 36     | + 12,528    | 05    | 1:33,187 (05.)   |
| 03                                                                                    | Richard Verschoor     | Trident               | 36     | + 13,355    | 10    | 1:33,442 (33.)   |
| 04                                                                                    | Gabriel Bortoleto     | Invicta Racing        | 36     | + 14,819    | 04    | 1:33,445 (05.)   |
| 05                                                                                    | Enzo Fittipaldi       | Van Amersfoort Racing | 36     | + 18,516    | 02    | 1:33,517 (05.)   |
| 06                                                                                    | Dennis Hauger         | MP Motorsport         | 36     | + 19,179    | 06    | 1:34,292 (05.)   |
| 07                                                                                    | Kush Maini            | Invicta Racing        | 36     | + 20,270    | 09    | 1:33,300 (31.)   |
| 08                                                                                    | Ritomo Miyata         | Rodin Motorsport      | 36     | + 20,498    | 18    | 1:33,551 (32.)   |
| 09                                                                                    | Taylor Barnard        | AIX Racing            | 36     | + 21,193    | 17    | 1:33,370 (32.)   |
| 10                                                                                    | Rafael Villagómez     | Van Amersfoort Racing | 36     | + 23,310    | 16    | 1:34,010 (35.)   |
| 11                                                                                    | Roman Staněk          | Trident               | 36     | + 24,882    | 20    | 1:34,214 (33.)   |
| 12                                                                                    | Josep Maria Martí     | Campos Racing         | 36     | + 26,705    | 21    | 1:33,932 (18.)   |
| 13                                                                                    | Franco Colapinto      | MP Motorsport         | 36     | + 28,408    | 12    | 1:34,579 (06.)   |
| 14                                                                                    | Zak O’Sullivan        | ART Grand Prix        | 36     | + 31,105    | 15    | 1:34,475 (05.)   |
| 15                                                                                    | Oliver Bearman        | Prema Racing          | 36     | + 31,507    | 14    | 1:34,356 (05.)   |
| 16                                                                                    | Juan Manuel Correa    | DAMS Lucas Oil        | 36     | + 31,883    | 19    | 1:34,551 (31.)   |
| 17                                                                                    | Jak Crawford          | DAMS Lucas Oil        | 36     | + 32,868    | 22    | 1:34,560 (05.)   |
| 18                                                                                    | Isack Hadjar          | Campos Racing         | 36     | + 33,754    | PL    | 1:34,849 (06.)   |
| 19                                                                                    | Joshua Dürksen        | AIX Racing            | 36     | + 44,655    | 11    | 1:34,604 (05.)   |
| –                                                                                     | Amaury Cordeel        | Hitech Pulse-Eight    | 21     | DNF         | 13    | 1:34,937 (17.)   |
| –                                                                                     | Zane Maloney          | Rodin Motorsport      | 06     | DNF         | 08    | 1:34,190 (04.)   |
| –                                                                                     | Paul Aron             | Hitech Pulse-Eight    | 06     | DNF         | 01    | 1:34,162 (05.)   |
| Schnellste Rennrunde, die für Punkte berechtigt ist: Andrea Kimi Antonelli (1:32,086) |                       |                       |        |             |       |                  |
| Quelle:                                                                               |                       |                       |        |             |       |                  |

Anmerkungen
1. ↑  Joshua Dürksen erhielt eine Zehn-Sekunden-Strafe (abkürzen), die auf die Endzeit aufaddiert wurde; er verlor keine Positionen im Endresultat.

## Meisterschafts-Stände nach dem Rennwochenende
Beim Hauptrennen (HAU) bekamen die ersten Zehn des Rennens 25, 18, 15, 12, 10, 8, 6, 4, 2 bzw. 1 Punkt(e). Beim Sprintrennen (SPR) erhielten die ersten Acht des Rennens 10, 8, 6, 5, 4, 3, 2 bzw. 1 Punkt(e). Die zusätzlichen zwei Punkte für die Pole-Position im Hauptrennen gingen an Paul Aron, der Extrapunkt für die schnellste Rennrunde wurde an Andrea Kimi Antonelli (HAU) sowie Isack Hadjar (SPR) vergeben.

### Fahrerwertung
| Pos. | Fahrer                | Team                  | Punkte |
| ---- | --------------------- | --------------------- | ------ |
| 01   | Isack Hadjar          | Campos Racing         | 140    |
| 02   | Paul Aron             | Hitech Pulse-Eight    | 122    |
| 03   | Gabriel Bortoleto     | Invicta Racing        | 110    |
| 04   | Zane Maloney          | Rodin Motorsport      | 101    |
| 05   | Franco Colapinto      | MP Motorsport         | 96     |
| 06   | Andrea Kimi Antonelli | Prema Racing          | 85     |
| 07   | Jak Crawford          | DAMS Lucas Oil        | 84     |
| 08   | Dennis Hauger         | MP Motorsport         | 79     |
| 09   | Kush Maini            | Invicta Racing        | 74     |
| 10   | Enzo Fittipaldi       | Van Amersfoort Racing | 58     |
| 11   | Victor Martins        | ART Grand Prix        | 57     |

| Pos. | Fahrer             | Team                  | Punkte |
| ---- | ------------------ | --------------------- | ------ |
| 12   | Zak O’Sullivan     | ART Grand Prix        | 42     |
| 13   | Josep Maria Martí  | Campos Racing         | 38     |
| 14   | Oliver Bearman     | Prema Racing          | 34     |
| 15   | Richard Verschoor  | Trident               | 32     |
| 16   | Juan Manuel Correa | DAMS Lucas Oil        | 31     |
| 17   | Amaury Cordeel     | Hitech Pulse-Eight    | 25     |
| 18   | Joshua Dürksen     | AIX Racing            | 24     |
| 19   | Ritomo Miyata      | Rodin Motorsport      | 23     |
| 20   | Taylor Barnard     | AIX Racing            | 18     |
| 21   | Roman Staněk       | Trident               | 14     |
| 22   | Rafael Villagómez  | Van Amersfoort Racing | 9      |

### Teamwertung
| Pos. | Konstrukteur       | Punkte |
| ---- | ------------------ | ------ |
| 01   | Invicta Racing     | 184    |
| 02   | Campos Racing      | 178    |
| 03   | MP Motorsport      | 175    |
| 04   | Hitech Pulse-Eight | 147    |
| 05   | Rodin Motorsport   | 124    |
| 06   | Prema Racing       | 119    |

| Pos. | Konstrukteur          | Punkte |
| ---- | --------------------- | ------ |
| 07   | DAMS Lucas Oil        | 115    |
| 08   | ART Grand Prix        | 99     |
| 09   | Van Amersfoort Racing | 67     |
| 10   | Trident               | 46     |
| 11   | AIX Racing            | 42     |